# میتردورف آندر راب

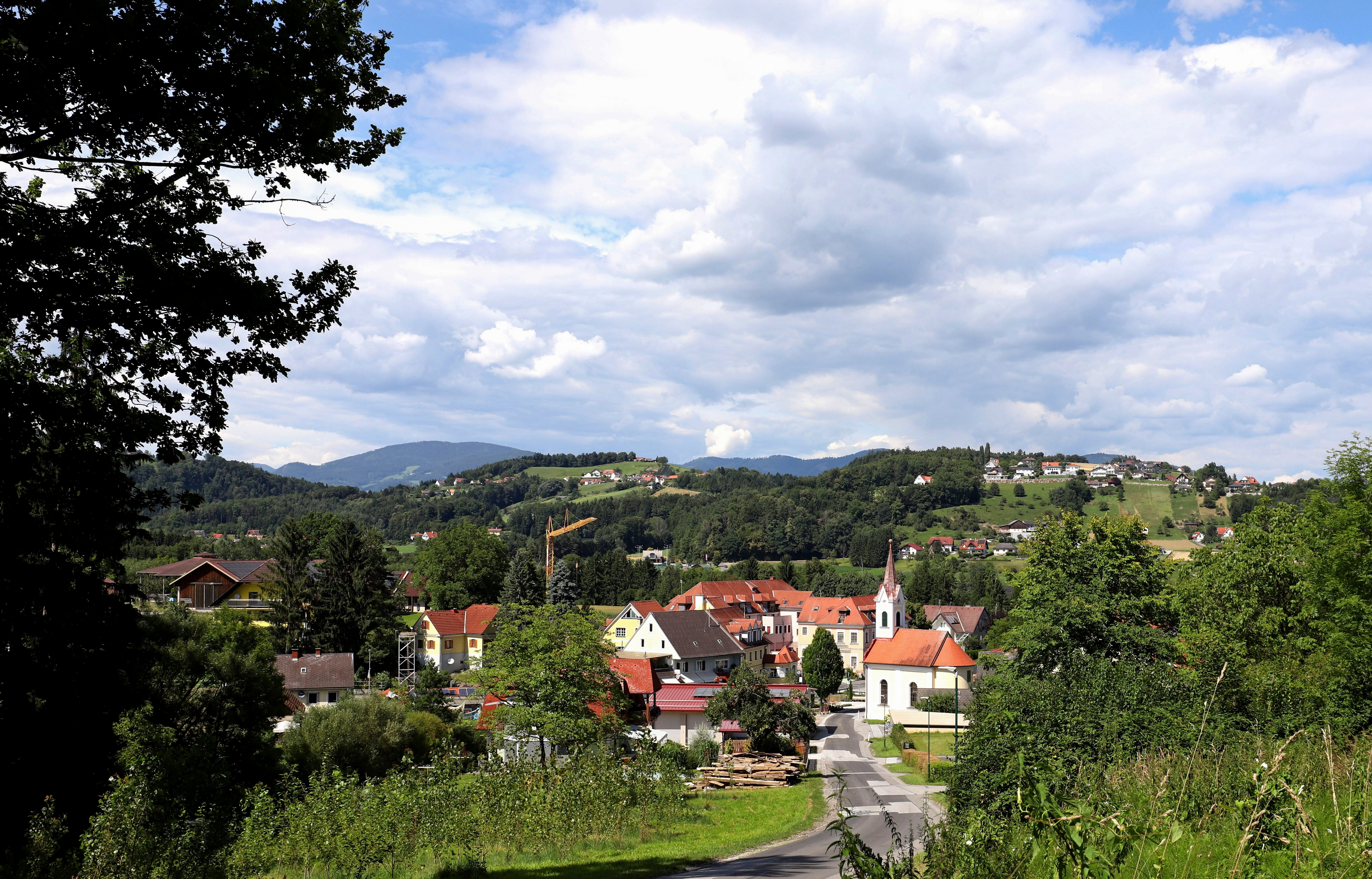

میتردورف آندر راب (به آلمانی: Mitterdorf an der Raab) یک منطقهٔ مسکونی در اتریش است که در وایتس واقع شده‌است. میتردورف آندر راب ۲۰٫۹۴ کیلومتر مربع مساحت دارد ۴۲۷ متر بالاتر از سطح دریا واقع شده‌است.

## خواهرخوانده
شهر روینه لاگو خواهرخواندهٔ میتردورف آندر راب هست.